# Gmina Muzułmańska w Łodzi
Gmina muzułmańska w Łodzi – jeden z ośmiu oddziałów Ligi Muzułmańskiej w RP. Funkcjonuje w Łodzi od przełomu 2004 i 2005.

## Dom modlitwy

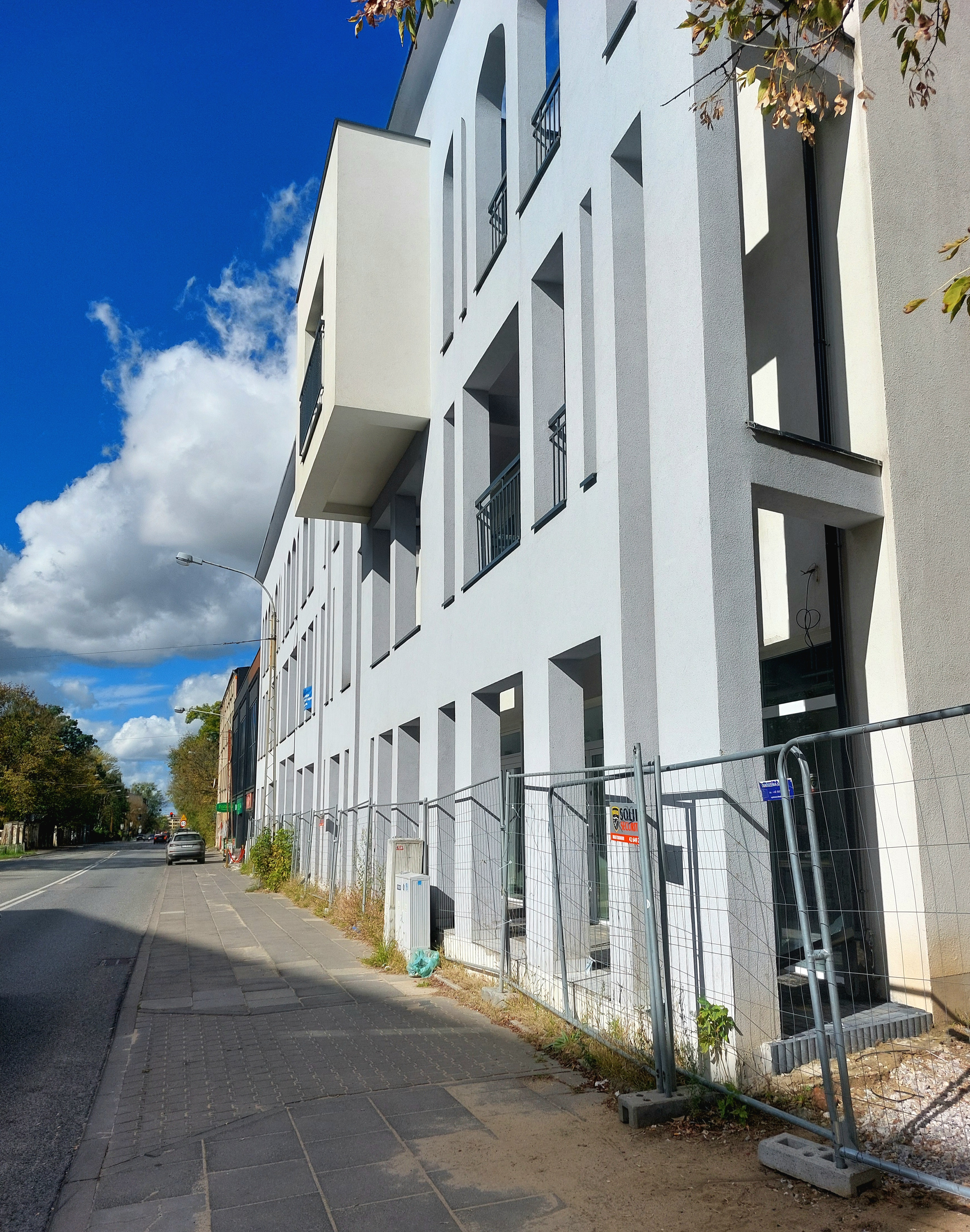
Budynek przy ul. Pomorskiej 146 należący do łódzkiej gminy muzułmańskiej (wrzesień 2024)

W 2005 Liga Muzułmańska w Polsce wykupiła pod budowę obiektu półhektarową działkę przy ul. Pomorskiej 146/148. Planowano wybudować na niej Centrum Kultury Muzułmańskiej wraz z meczetem, za co odpowiedzialne było Muzułmańskie Stowarzyszenie Kształtowania Kulturalnego (MSKK). Pozwolenie na budowę do łódzkiego magistratu wystosowano jeszcze w tym samym roku. Urząd Miasta Łodzi wydał jednak decyzję odmowną, argumentując to zasadami dobrego sąsiedztwa. Meczet, czyli obiekt kultu religijnego, miałby być zbudowany wyłącznie w bezpośrednim sąsiedztwie innych obiektów tego typu. A w okolicy miały znajdować się wyłącznie kamienice.
Od powyższej decyzji nie złożono odwołania i finalnie MSKK postanowiło wykorzystać powstający budynek do stworzenia pod wynajem 5-6 mieszkań, restauracji oraz kilku lokali handlowo-usługowych.
Od 2009 imamem Gminy muzułmańskiej w Łodzi, a także przewodniczącym oddziału łódzkiego Ligi Muzułmańskiej w Rzeczypospolitej Polskiej jest Khamis Abtan.
Obecnie modlitwy odbywają się w każdy piątek w sali modlitewnej w Hotelu Willa Marina przy ul. Pabianickiej 274A.

## Siedziba gminy
Oddział Łódzki Ligi Muzułmańskiej w RP

ul. Pomorska 146

90-234 Łódź